# Bronkhorst
Bronkhorst est un village appartenant à la commune néerlandaise de Bronckhorst. Le village compte environ 150 habitants.
Bronkhorst, qui ne compte que quelques centaines d'habitants, peut encore se qualifier de ville et est la quatrième plus petite ville de Hollande. L'endroit a obtenu les droits de la ville en 1482, mais ne s'est jamais développé. La Seigneurie de Bronkhorst appartenait au Comté de Zutphen.
Le château des seigneurs de Bronkhorst (ou Bronckhorst) se dressa dans le village de 1140 à 1828 environ. Il était stratégiquement placé sur une colline de sable sur les rives de l'IJssel, donnant au propriétaire le contrôle de la navigation. Les liens matrimoniaux ont permis à la famille de Bronkhorst d'agrandir sa propriété. Les acquisitions de la seigneurie de Batenburg (près de Wijchen) vers 1315, de la seigneurie de Borculo en 1401 et de la seigneurie d'Anholt en 1402 sont significatives et déplacent le centre de gravité de la famille vers d'autres domaines. Après la mort de Joost van Bronkhorst en 1553, les seigneuries de Bronkhorst et Borculo passèrent à sa nièce Irmgarde de Wisch, qui avait épousé le comte George de Limburg-Styrum en 1539. La ligne Borculo s'éteignit en 1553, la ligne Batenburg-Anholt, en 1621 élevée au comtes du Saint-Empire, s'éteignit en 1649, héritée des princes de Salm-Salm.
Au XIXe siècle le château tombe en ruine, vers 1920 les derniers vestiges ont été démolis.

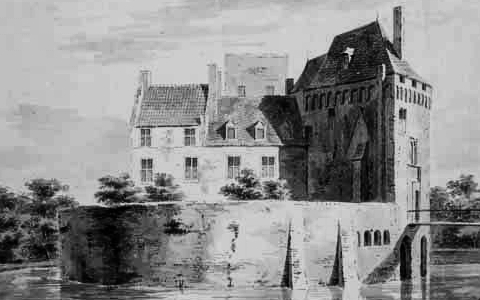
L'ancien château de Bronkhorst (démoli au XIXe siècle)